# وب‌کم

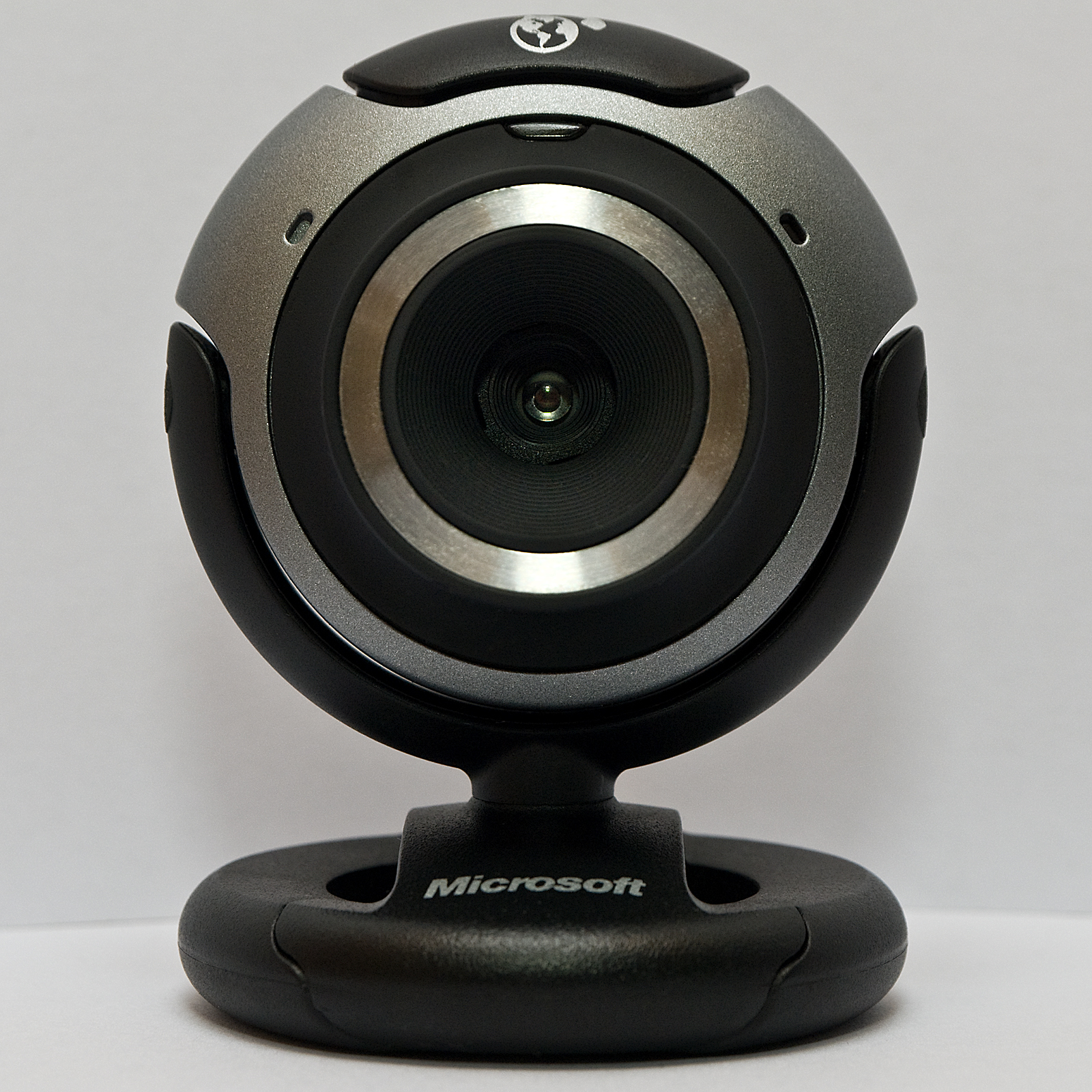
وب‌کم مایکروسافت لایف‌کم

وِب‌کم یا وب‌تاب (به انگلیسی: webcam)، وِب‌بین یا تاربین، یک دستگاه ورودی برای تصویربرداری است که به رایانه وصل می‌شود و بروندادِ آن قابل دریافت و دیدن در محیط اینترنت است.
وب‌کم دوربین کوچکی است که از طریق پورت یواس‌بی به رایانه وصل می‌شود و از طریق آن می‌توان فیلم یا عکس را به رایانه منتقل کرد. با توجه به خصوصیات وب‌کم، از آن می‌توان برای گفتگوهای اینترنتی، کنفرانس از راه دور و مانند این‌ها استفاده کرد. در ضمن، افراد می‌توانند از آن به‌عنوان چشم الکترونیکی برای بازرسی کردن خانه، حیاط و بچه‌ها، زمانی که در منزل نیستند استفاده کنند. امروزه با استفاده از نرم‌افزارهای مختلف می‌توان از موبایل به عنوان وب بین استفاده کرد.

## پیشینه

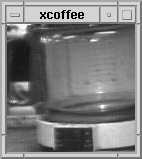
تروجِن روم کافی پات

در اوایل دهه نود میلادی، ۱۵ پژوهشگر در آزمایشگاه رایانه درون دانشگاه کمبریج مشغول کار بودند. آن‌ها برای اطلاع از وضعیت قهوه‌ساز مجبور به بالا و پایین رفتن از طبقه‌ها بودند. آن‌ها تصمیم گرفتند تا تصویر زنده‌ای از آن قهوه‌ساز که تروجن روم کافی پات (Trojan Room coffee pot) نام داشت، بگیرند. آن‌ها توانستند بر روی یک شبکه محلی از طریق یک دوربین سیاه و سفید از قهوه‌ساز تصویربرداری زنده کنند. نرم افزاری مبنی بر نمایش تصویر قهوه‌ساز نیز طراحی کردند که ایکس‌کافی (xcoffee) نام داشت. حالا افراد داخل آزمایشگاه رایانه نیازی نداشتند تا چند طبقه بالا بروند تا از وضعیت قهوه‌ساز مطلع بشوند. آن‌ها با برنامه ایکس‌کافی می‌توانستند تصویر زنده را به‌صورت یک ابزارک در گوشه صفحه نمایش خود مشاهده کنند.
بعدها با گسترش اینترنت، نخستین وب‌کم جهان در نوامبر سال  ۱۹۹۳، به اینترنت متصل شد. پخش زنده این وب‌کم تا ۲۲ اوت سال ۲۰۰۱، ادامه داشت. بعدها در وبگاه ای‌بی به فروش گذاشته شد.

## کاربرد

### ویدئوتلفنی

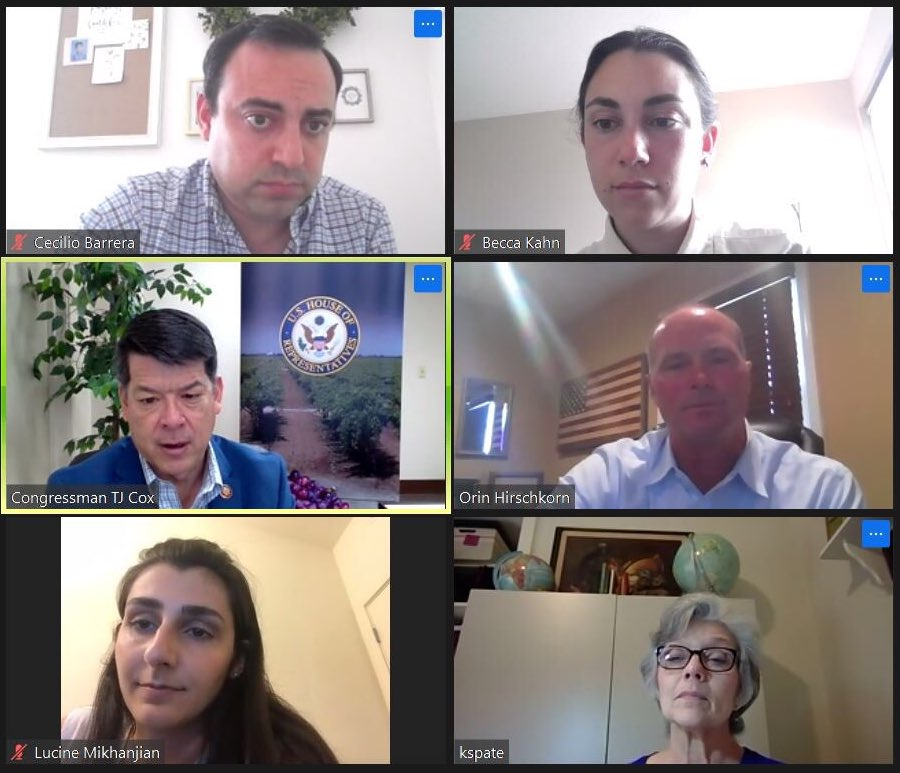
یک جلسه خدمات تلفن تصویری

ویدئوتلفنی در چت روم‌ها بسیار جالب هستند. بسیاری از شبکه‌های اجتماعی مانند اسکایپ این قابلیت را دارندگان وب‌کم می‌دهند تا از طریق وب‌کم ویدئو کال بگیرند.

### کنترل بازی‌ها و پخش موسیقی
برای کنترل بازی‌ها و پخش موسیقی می‌توان از نرم افزار فلاتر استفاده کرد. فلاتر نرم افزاری است که به واسطه آن می‌توان با نرم‌افزارهای مدیا پلیر مانند وی‌ال‌سی ارتباط برقرار کرد.

### تایم‌لپس
با استفاده از وب‌کم‌ها می‌توان تعیین فاصله‌های زمانی را انجام داد و از یک فضا یا سوژه عکاسی کرد. عکاسی به‌صورت تایم‌لپس می‌تواند صورت بگیرد. برای مثال می‌توان از مرحله‌های رشد یک گیاه تایم‌لپس تهیه کرد. نرم‌افزارهای بسیاری هستند که می‌توان با آن‌ها این عمل را انجام داد.

### تشخیص چهره
با استفاده از وب‌کم می‌توان قابلیت تشخیص چهره در نرم‌افزارهای قفل رایانه استفاده کرد. برای مثال سیستم عامل به گونه‌ای رمزگذاری شود که با دیدن چهره موردنظر قفل باز شود.                             

### بارکد خوان
خواندن بارکد و کد های QR با یک گوشی هوشمند و یک نرم‌افزار ساده امکان‌پذیر است. اما می‌توان این کار را با وب‌کم  انجام داد. این کار با نصب نرم‌افزارهای مخصوص امکان‌پذیر است.

### بازی
با استفاده از وب‌کم می‌توان بازی هم کرد. بازی‌هایی که نیاز به تشخیص حرکت کاربر از طریق وب‌کم دارند به وفور یافت می‌شوند.

## تأثیر

تایم لپس گرفته شده با وب‌کم

وب‌کم به افراد و سازمان‌ها اجازه می‌دهد چه در سطح شخصی و چه در سطح حرفه‌ای تصاویر را به شکل ارزان و سریع بر روی اینترنت منتقل کنند. در دوست‌یابی اینترنتی، وب‌کم نقش مهمی بازی می‌کند و وبگاه مشهور یوتیوب پر است از تصاویری که مردم با وب‌کم‌هایشان ذخیره کرده‌اند. رسانهٔ بی‌بی‌سی در بسیاری موارد گزارش‌های مستقیم خود را از طریق وب‌کم تهیه و پخش می‌کند، از جمله در طول تحولات پس از انتخابات ریاست جمهوری دهم.
در ۳ مارس ۲۰۰۷، مردی به نام کوین و تیریک در یکی از چت‌روم‌های اینترنتی و در پشت یک وب‌کم، خودکشی کرد.

### امنیت

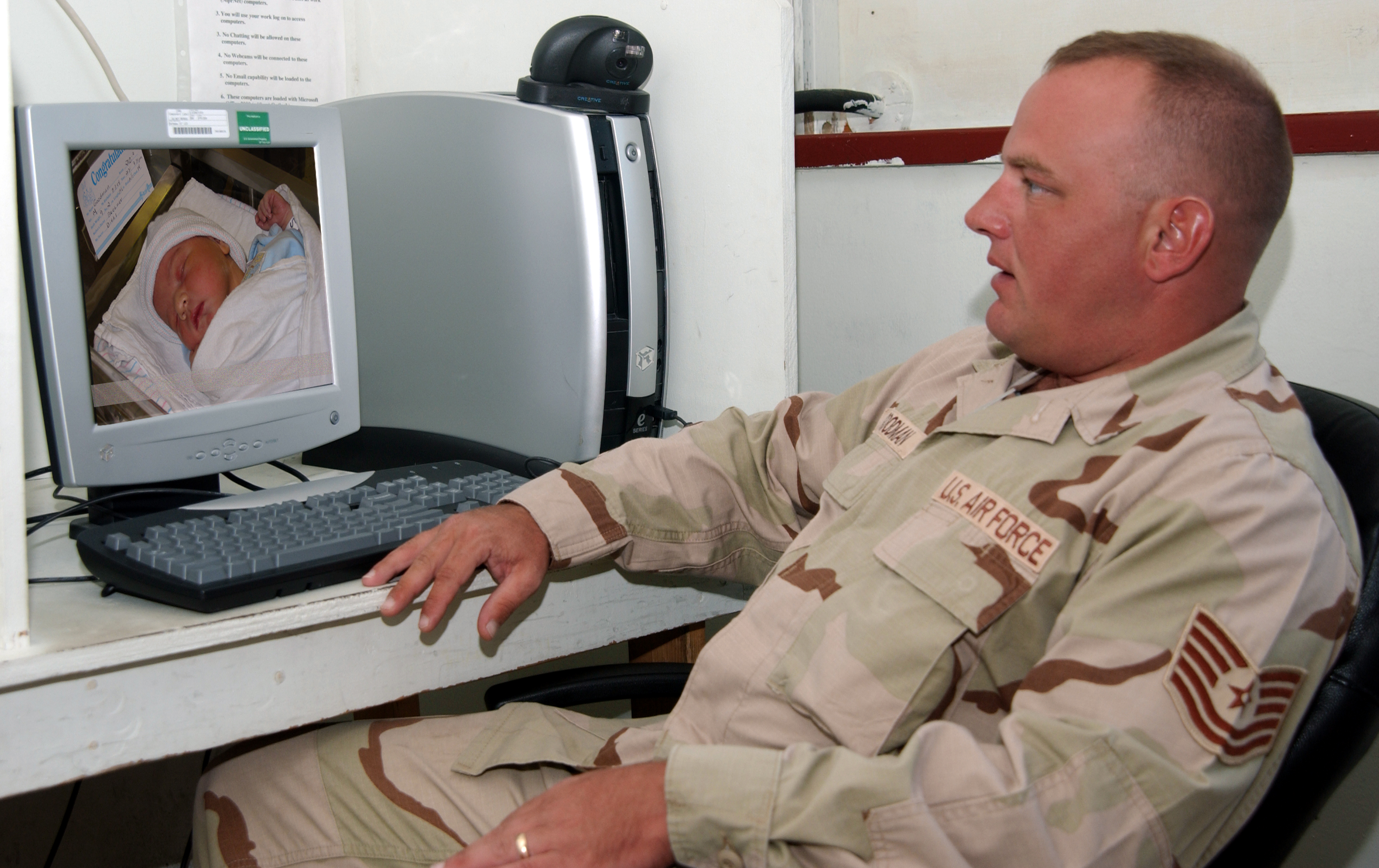
یک نظامی در نیروی هوایی آمریکا درحال مشاهده جدیدترین عضو خانواده خود است.

وب‌کم نقش پررنگی در حریم شخصی ایفا می‌کند زیرا این دستگاه پرکاربرد محفل جاسوسی بسیاری از رخنه‌گرها است. بسیاری از رخنه‌گرها از طریق روش‌های فیشینگ توانایی دسترسی به وب‌کم بسیاری از کاربرها را دارند. حتی درصورت خاموش بودن نشانگر وب‌کم، باز هم اعتمادی به خاموش بودن آن نیست. بدین ترتیب افراد پس از استفاده از وب‌کم سعی می‌کنند حتی در زمان خاموش بودن، آن را از رایانه جدا کنند یا اگر به‌صورت اینترنال باشند؛ روی لنز دوربین آن را بپوشانند بزنند.

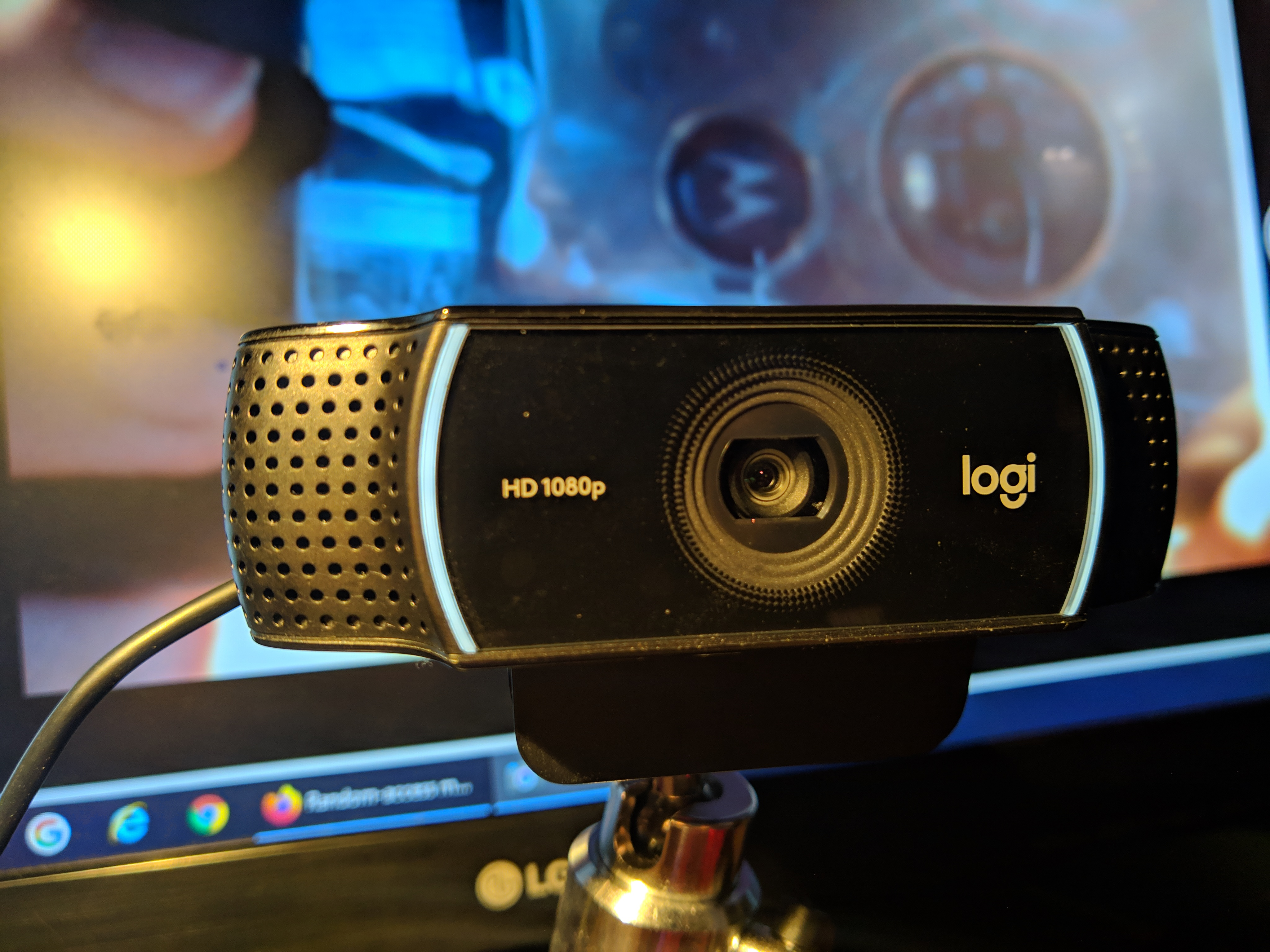
وب‌کم لاجیتک

اسنودن، فاش کرد که در سال 2013 سازمان امنیت ملی آمریکا موفق شده بود که مخفیانه به دوربین تلفن‎‌های آی‎فون و بلک‎بری دسترسی داشته باشد. زاکربرگ مدیر شرکت متا پلتفرمز، عکس از خود منتشر کرد که کاربرها بیشتر بر روی نکته‌ای در آن عکس توجه کردند تا خود محتوا. زاکربرگ در آن عکسی که از خود گرفته بود اتفاقی لپ‌تاپ آن هم در عکس افتاده بود. وی بر روی وب‌کم اینترنال لپ‌تاپ خود برچسب چسبانده بود. وی بعدها اعلام کرد که میکروفون لپ تاپ را هم مسدود کرده است. جیمز کومی رئیس وقت پلیس فدرال آمریکا پوشاندن وب‌کم را منطقی‌ترین اقدام ممکن برای حفظ امنیت و حریم خصوصی نامید. بسیاری از افراد به این عمل نرم‌افزار مدیریت از راه دور می‌گویند که یک نمونه از نرم‌افزار و به "اپراتور" اجازه می‌دهد تا از راه دور یک سیستم را کنترل کند.
استفاده از نرم‌افزارهای ضدویروس، غیرفعال کردن از طریق بایوس، جدا کردن وب‌کم پس از استفاده و پوشاندن روی لنز وب‌کم از جمله کارهایی است که برای جلوگیری از جاسوسی وب‌کم انجام می‌شود.

## انواع
وب‌کم‌ها به دو دسته کلی اینترنال و اکسترنال تقسیم می‌شوند و این دو دسته نیز به دو دسته سیمی و بی‌‎سیم تقسیم می‌شوند. امروزه هیچ لپ تاپ بدون وب کم داخلی ساخته نمی‌شود.

### اینترنال
بیشتر لپ‌تاپ‌ها دارای یک وب‌کم اینترنال یا درونی هستند. این وب‌کم‌ها قابل جدا شدن نیستند و کیفیت پایینی نسبت به وب‌کم‌های اکسترنال دارند.

### اکسترنال
وب‌کم‌های اکسترنال یا خارجی بیشتر توسط کاربرهای رایانه‌های رومیزی استفاده می‌شود. این وب‌کم‌ها کیفیت بالایی نسبت به وب‌کم‌های اینترنال دارند. همچنین از وب‌کم‌های اکسترنال می‌توان به عنوان یک دوربین قابل حمل استفاده نمود. البته لازم به ذکر است که وب‌کم اکسترنال کیفیت و کارایی یک دوربین عکاسی دیجیتال را نخواهد داشت.

### نسبت به کاربرد
وب‌کم ها همچنین نسبت به کاربردشان مورد تفکیک هستند. یکی از این وب‌کم‌ها که در ویدئو کنفرانس‌ها کاربرد دارد، وب‌کم‌های دارای دوربین پی‌تی‌زی هستند.

#### وب‌کم پی‌تی‌زی
وب‌کم‌های پی‌تی‌زی (Pan–tilt–zoom (PTZ)) به علت گردش در جهت بالا/پایین و چپ/راست می‌توانند جهت فردی که در حال گفتار است در طول ویدئو کنفرانس به‌طور خودکار تنظیم کنند. این وب‌کم‌ها فیلم را فشرده نمی‌کنند و آن را به یک ترمینال ویدئو کنفرانس یا کارت گیرنده بدون هیچ‌گونه تأخیری انتقال می‌دهند.

## لوازم جانبی
مهم‌ترین لوازم جانبی وب‌کم‌ها پوشش لنز است. زیرا ابتدا کاربرها برای پوشاندن لنز وب‌کم از چسب استفاده می‌کردند اما با کندن چسب مجبور می‌شدند تا ماده چسبنده آن را پاک کنند. میزان این چسبندگی ارتباط مستقیمی‎ با دما دارد و هر چه دما پایین‌تر باشد، این برچسب تمیزتر کنده می‎شود. بعدها ابزارهایی ساخته شدند تا از اینکار جلوگیری شود. Eyebloc Cover و C-Slide از جمله مهم‌ترین ابزارهای پوشاندن وب‌کم‌های اینترنال هستند.

## فاکتورها

### وضوح

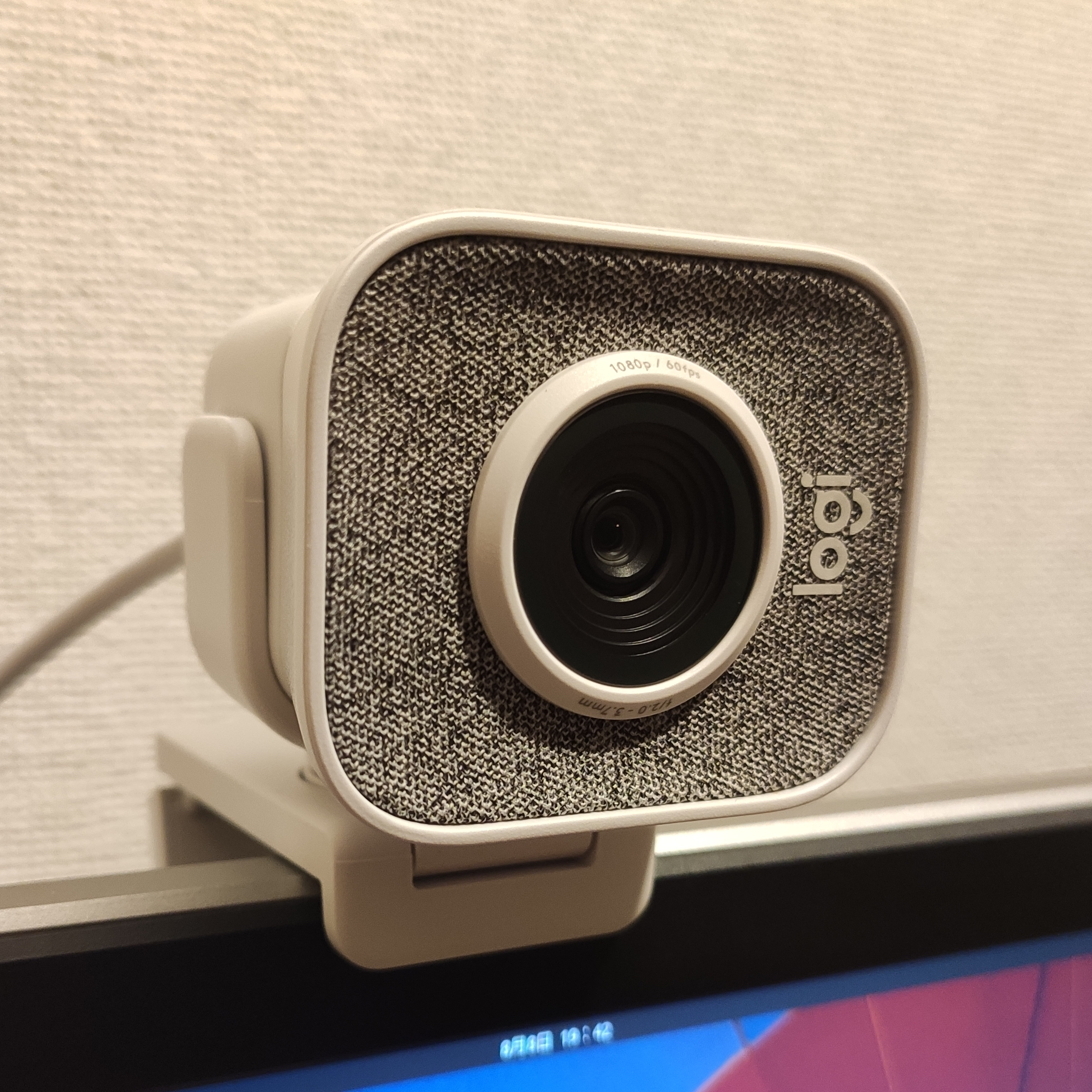
یک وب‌کم با وضوح ۱۰۸۰پی

مهم‌ترین فاکتور یک وب‌کم وضوح تصویربرداری آن است. خرید وب‌کم‌ها با وضوح بالا سبب کیفیت بیشتر در تصویربرداری می‌شود. یک وب‌کم با وضوح ۱۰۸۰پی بسیار مطلوب است. استفاده از وب‌کم با وضوح بالا نیازمند سرعت بالای پهنای باند اینترنت است. زیرا در غیر اینصورت استفاده از یک وب‌کم با وضوح بالا در حدودی که پهنای باند نتواند آن را به درستی مورد انتقال داده قرار دهد، امری متضاد تلقی می‌شود. زیرا در نتیجه این کار باعث می‌شود تا فریم‌های فیلم با قطع و وصل و پرش همراه شود.

### میکروفون داخلی
در لپ تاپ ها میکروفن و وب کم به‌صورت درونی یا built-in بسته شده اند. اما برخی از وب‌کم‌های اکسترنال نیز هستند که دارای میکروفون داخلی هستند.

### تنظیم نور هوشمندانه
بسیاری از وب‌کم‌های جدید قابلیت تنظیم نور هوشمندانه را دارند. بدین صورت که در محیط تاریک نور را افزایش می‌دهند و در محیط روشن نور را کاهش می‌دهند.

### قابلیت زوم
قابلیت زوم یکی دیگر از فاکتورهایی است که باید در تهیه وب‌کم به آن توجه کرد. در وب‌کم‌های دارای قابلیت PTZ لازم نیست نگران تنظیم دوربین بود زیرا به‌صورت خودکار تنظیم می‌شود و امکان زوم دارد.

### زاویه دید لنز
زاویه دید فاکتور مهمی در خرید وب‌کم است که بنا به نیاز باید به آن دقت کرد.

### سرعت فریم
سرعت فریم یا فریم ریت وب‌کم، 30 فریم بر ثانیه متناسب است.

### نوع لنز
وب کم‌ها دارای دو نوع لنز شیشه‌ای و پلاستیکی هستند. لنز شیشه‌ای وضوح بهتر، عمر بیشتر و قیمت بالاتر دارد.

### نوع حسگر تصویر
عمده‌ترین نوع حسگر تصویر بکار رفته در وب‌کم‌ها، سیماس (CMOS) است.

### رابط
بیشتر وب‌کم‌های جدید نیز از یو‌اس‌بی نسخه 2.0 پشتیبانی می‌کنند.

## خرید
خرید وب‌کم مانند هر محصول دیگری باید بنا بر نیاز و درخواست آن باشد. مایکروسافت، لاجیتک و آورمدیا (AVerMedia)
از برندهای جهانی تولید وب‌کم هستند.